# Thuidium sparsum
Thuidium sparsum là một loài rêu trong họ Thuidiaceae. Loài này được (Hook. f. & Wilson) A. Jaeger mô tả khoa học đầu tiên năm 1878.